# Knuckles the Echidna
Kolczatka Knuckles – fikcyjna postać z serii gier komputerowych Sonic the Hedgehog. Jest czerwoną kolczatką płci męskiej. Po raz pierwszy pojawił się w grze Sonic the Hedgehog 3 wydanej na konsolę Sega Mega Drive. Twórcą Knucklesa jest Takashi Thomas Yuda. Postać Knucklesa pojawia się również w filmie z 2022 roku Sonic 2. Szybki jak błyskawica.
Do ponadprzeciętnych zdolności tej postaci można zaliczyć ogromną siłę, duże umiejętności walki wręcz oraz umiejętność szybowania w powietrzu. Jest osobą o silnym charakterze, skorą do walki, prostolinijną, wręcz wyjątkowo łatwowierną i łatwą do manipulacji, co przysparza mu wiele kłopotów.

## Relacje z Sonikiem
Już w pierwszej grze, w której wystąpił Knuckles, dochodziło między nim a Soniciem do konfliktów, głównie za sprawą Eggmana, który bez większych trudności potrafił zwieść i wmówić kolczatce, iż Sonic zamierza wyrządzić mu krzywdę lub zagrozić chronionemu przez niego głównemu szmaragdowi. Miało to miejsce nie tylko w grze Sonic & Knuckles, ale również i w Sonic Adventure. Ich stosunki ocieplają się w Sonic Adventure 2, w Sonic Heroes obaj stanowią jedną drużynę i nie przejawiają wobec siebie większych animozji. W późniejszych grach z serii Knuckles jest postacią pozytywną.
W filmie Sonic 2. Szybki jak błyskawica jest pomocnikiem czarnego charaktera, Doktora Robotnika, i walczy z Sonikiem.

## Głosy
USA/Kanada
- Brian Drummond – Sonic Underground
- Bill Wise – Sonic the Hedgehog (OVA)
- Michael McGaharn – Sonic Adventure
- Ryan Drummond – Sonic Shuffle
- Scott Dreier – Sonic Adventure 2, Sonic Battle, Sonic Heroes, Sonic Advance 3
- Dan Green – Sonic X, Shadow the Hedgehog, Sonic Riders, Sonic the Hedgehog (gra komputerowa 2006), Sonic Rivals, Sonic and the Secret Rings, Sonic Rivals 2, Sonic Riders: Zero Gravity, Sonic and the Black Knight
- Travis Willingham – Sonic Free Riders, Sonic Generations, Sonic Lost World, Sonic Boom, Sonic Forces
- Dave B. Mitchell – Team Sonic Racing, Sonic Frontiers
- Idris Elba – Sonic 2. Szybki jak błyskawica[1], Knuckles, Sonic 3. Szybki jak błyskawica(inne języki)
- Fred Tatasciore – Sonic i dron
- Adam Nurada – Sonic Prime
- Vincent Tong – Sonic Prime

Japonia
- Yasunori Matsumoto – Sonic the Hedgehog (OVA)
- Nobutoshi Canna – wszystkie gry wideo i seriale od 1998 r.
- Subaru Kimura – Sonic 2. Szybki jak błyskawica[1]

Polska
- Radosław Kaliski – Sonic X
- Karol Wróblewski – Sonic Underground (odc. 16 – "Przyjaciel czy wróg?")
- Jarosław Domin – Sonic Underground (odc. 25 – "Latająca forteca")
- Kamil Pruban – Sonic Boom
- Jakub Wieczorek – Sonic 2. Szybki jak błyskawica[1], Knuckles, Sonic 3. Szybki jak błyskawica(inne języki)
- Maciej Maciejewski – Sonic Prime